# 牛汾台站
牛汾台站是位于内蒙古自治区阿尔山市牛汾台苏木的一个铁路车站，邮政编码137421。车站建于1935年，有白阿铁路经过该站，现仅办理货运，不办理客运。车站距离白城站286公里，隶属沈阳铁路局，是四等站。